# 桃尻かなめ
桃尻 かなめ（ももじり かなめ、2000年8月8日 - ）は、日本のAV女優。エイトマン所属。

## 略歴
2019年10月、『週刊プレイボーイ』でグラビアデビュー。
2020年5月、配信主体のアダルトビデオメーカー・FALENOのレーベル「FALENO star」専属女優としてAVデビュー。
FANZA発表、2021年上半期アダルトビデオ作品ランキングで『妹の"ゆめ・もも"とイチャラブSEX生活 二階堂夢 桃尻かなめ』が売り上げ第3位を記録。同作品は2021年のFALENOにおいて、一番売れたAV作品と『週刊プレイボーイ』で紹介される。
光文社『FLASH』発表の2021年セクシー女優ランキング第24位。

## 人物
- 京都府出身[1][2]。
- 子供の頃から胸が大きく、そのことがずっとコンプレックスのように感じていた。なので、彼から大きいと言われても褒められている感じはしなかった[8]。
- 16歳の高校1年の時に、同い年の初めての彼と学校帰りに彼の家で初体験[9]。
- “自分の人生を変えたい”という思いからグラビアデビュー。グラビアをするうちにAVにも興味が湧き、突拍子もないことがしたいという気持ちが勝りAVデビューを決意[9]。AVデビューを母親に伝えたところ反対されたが、自身の意思を貫きAV出演を宣言。後に母親は心配しつつも応援してくれるようになった[9]。
- 初めての現場で号泣したのは、AVに出演したくないという気持ちではなく、もう少し痩せておけば良かったと後悔の気持ちが大きい、と答えている[8]。
- バカリズムのファンである。

## 出演作品

### アダルトビデオ

#### FALENO star専属期間
| 先行 配信日                                 | DVD 発売日     | タイトル | 品番      | 備考       |
| ------------------------------------------- | -------------- | --- | --------- | ---------- |
| 2020年5月30日                               | 2020年6月25日  | 新人 FALENO star専属 決意のAV DEBUT 桃尻かなめ                                                                                          | FSDSS-043 |            |
| 2020年6月27日                               | 2020年7月23日  | はんなり敏感美少女を徹・底・開・発 初体験尽くしの絶頂３本番 桃尻かなめ                                                                  | FSDSS-072 |            |
| 2020年7月21日                               | 2020年8月13日  | 桃尻かなめとイチャラブ学園性活 | FSDSS-080 |            |
| 2020年8月4日 (vol.1) 2020年8月18日 (vol.2)  | 2020年9月10日  | 汗・愛液・潮を大量放出!イキ汁噴き出す限界アクメSEX 桃尻かなめ                                                                           | FSDSS-090 |            |
| 2020年9月2日 (vol.1) 2020年9月16日 (vol.2)  | 2020年10月8日  | 粘着接吻性交 桃尻かなめ | FSDSS-104 |            |
| 2020年10月2日 (vol.1) 2020年10月16 (vol.2)  | 2020年11月12日 | ザーメンを搾り取る桃尻騎乗位 桃尻かなめ                                                                                                 | FSDSS-120 | [ 10 ]     |
| 2020年11月11日 (vol.1) 2020年11月25 (vol.2) | 2020年12月24日 | 勃起チ◯ポを見せつけたら豹変する新人リフレ嬢 禁断の裏オプセックス 桃尻かなめ                                                             | FSDSS-143 |            |
| 2020年12月8日 (vol.1) 2020年12月22 (vol.2)  | 2021年1月8日   | 童貞君の金玉が空になるまでたっぷりヌキまくりっ 桃尻かなめ                                                                               | FSDSS-155 |            |
| 2021年1月7日 (vol.1) 2021年1月21 (vol.2)    | 2021年2月11日  | 妹の"ゆめ・もも"とイチャラブSEX生活 二階堂夢 桃尻かなめ                                                                                 | FSDSS-169 |            |
| 2021年2月5日 (vol.1) 2021年2月19日 (vol.2)  | 2021年3月11日  | 即ハメいきなり激ピストンSEX! 桃尻かなめ                                                                                                 | FSDSS-184 |            |
| 2021年3月5日 (vol.1) 2021年3月19日 (vol.2)  | 2021年4月8 日  | 陰湿な中年清掃員のネットリ舐め愛撫にハマり毎日オフィスでステルス性交 桃尻かなめ                                                         | FSDSS-201 |            |
| 2021年4月14日                               | 2021年5月20日  | 大嫌いだった上司がもっと欲しくてたまらない 出張先の相部屋で媚薬を盛られ婚前キメセクNTRされた2日間 桃尻かなめ                            | FSDSS-225 |            |
| 2021年5月11日                               | 2021年6月10日  | 乳マニアな中年整体師の執拗な乳首イジリで恥ずかしいほどイカされ続けた箱入り娘                                                            | FSDSS-241 |            |
| 2021年6月10日                               | 2021年7月8日   | ド天然ゆるふわ家庭教師の無自覚なノーブラ着衣巨乳誘惑                                                                                    | FSDSS-265 |            |
| 2021年7月13日                               | 2021年8月12日  | 昏睡ドラッグを飲まされ裸で助けを求めてきた社長の娘を追撃レ×プ                                                                           | FSDSS-281 |            |
| 2021年8月11日                               | 2021年9月9日   | 整体師に転職すればこんな可愛い子のおっぱいを揉み解す事ができますか? はい、合法的に揉みしだけます。                                      | FSDSS-296 |            |
| 2021年9月13日                               | 2021年10月7日  | 風俗いくなら私がしてあげる。お金と引き換えにお店以上の事をしてくれる友達の彼女。                                                        | FSDSS-311 |            |
| 2021年9月21日                               | 2021年10月21日 | 桃尻かなめFALENO専属初ベスト8時間 決意のAVデビューから童貞君をヌキまくるまでの軌跡                                                      | FCDSS-016 | 女優ベスト |
| 2021年10月11日                              | 2021年11月11日 | 兄が不在の3日間。兄以外の肉棒で激しく喘ぎイキ果てる記録。                                                                               | FSDSS-327 |            |
| 2021年11月4日                               | 2021年12月9日  | 「看護師が射精管理もしてくれる噂は本当でした…」普通の入院では体験出来ない。某病院の特別個室。                                           | FSDSS-341 |            |
| 2021年12月2日                               | 2022年1月13日  | 出張先で童貞部下との相部屋… 惨めな粗チンを嘲笑するも予想外の遅漏に何度もイカされ虜になる記録。桃尻かなめ                                | FSDSS-355 |            |
| 2022年1月4日                                | 2022年2月10日  | 絶対に本番はしないから! 彼女になった風俗嬢に盗聴レコーダーを仕掛けたら… 桃尻かなめ                                                      | FSDSS-369 |            |
| 2022年2月2日                                | 2022年3月10日  | 「ご主人様ココをお舐め♡」ペニスを見ると痴女に豹変?! 飼い主をドMに調教する従順メイド。桃尻かなめ                                         | FSDSS-380 |            |
| 2022年3月2日                                | 2022年4月7日   | 卒乳なんて絶対しない… 僕を健やかに育てた妹のおっぱい。桃尻かなめ                                                                        | FSDSS-397 |            |
| 2022年4月4日                                | 2022年5月12日  | 時間内、「発射無制限。」何度も勃たせて責めてくれる。巨乳泡姫の追撃射精ソープ 桃尻かなめ                                                 | FSDSS-413 |            |
| 2022年5月3日                                | 2022年6月9日   | 男が逝ってもその手を止めない。甘サド美少女の狂気的な爆抜きセックス。桃尻かなめ                                                          | FSDSS-428 |            |
| 2022年6月2日                                | 2022年7月7日   | 逆バニーNTR 親友の彼女を写真モデルで呼び出し寝取る。独り占め巨乳モロ出し撮影会。 桃尻かなめ                                             | FSDSS-443 |            |
| 2022年7月4日                                | 2022年8月11日  | 気持ち良すぎて我慢できない… 本番禁止のはずがこっそり内緒でヤラせてくれる。敏感巨乳のおっパブ嬢。 桃尻かなめ                             | FSDSS-460 |            |
| 2022年8月2日                                | 2022年9月8日   | テストで3点! エッチは満点! 発育良すぎる巨乳の従妹に勉強を教えるはずが逆にセックスを教えてもらって筆おろしされた暑すぎる… 夏! 桃尻かなめ | FSDSS-475 |            |
| 2022年9月2日                                | 2022年10月6日  | 突然の豪雨で生徒とラブホに避難 濡れた巨乳に理性を忘れてひたすらハメまくった放課後… 桃尻かなめ                                           | FSDSS-491 |            |
| 2022年10月4日                               | 2022年11月10日 | 妻の不在中、夏のド田舎はヤルことがないので生意気な巨乳連れ子と一生分ヤリまくった3日間 桃尻かなめ                                        | FSDSS-503 |            |
| 2022年11月2日                               | 2022年12月8日  | バイト先の大嫌いな店長に巨乳ポニテの彼女を巨根絶倫バックピストンで寝取られた僕。 桃尻かなめ                                             | FSDSS-519 |            |
| 2022年12月2日                               | 2023年1月12日  | 呼べばスグ来る都合のいい乳首イキJDセフレとハメ撮り温泉旅行 桃尻かなめ                                                                   | FSDSS-535 |            |
| 2023年4月19日                               | 2023年5月25日  | 桃尻かなめFALENO出演作品24タイトル収録! ずっと巨乳まみれ55本番12時間ベスト!                                                             | FCDSS-051 | 単体ベスト |

#### Fitch専属期間
| 発売日 | タイトル | 規格品番 | 規格品番  | 備考 |
| 発売日 | タイトル | DVD      | BD        | 備考 |
| ------ | --- | -------- | --------- | ---- |
| 5月2日 | 本物の快感が体液を溢れさせる 潮吹き絶頂つゆだくSEXスペシャル 桃尻かなめ | JUFE-450 | 9JUFE-450 |      |
| 6月6日 | 男性客を解禁した女性専門エステ店のウブで巨乳な新米エステティシャンが勃起チ●ポを見せつけられて… 恥ずかしがりながらもカラダが敏感に反応! なし崩しに挿入されちゃう声を出せない激ピストンSEX 桃尻かなめ | JUFE-471 |           |      |
| 7月4日 | 桃尻かなめがエロカワ過ぎるコスプレで気持ち良く抜いてくれる絶品風俗フルコース! | JUFE-471 |           |      |

## 書籍・出版物

### 写真集
- 8woman エイトマン女優8人のいちばん長い日（2021年12月1日、徳間書店、撮影：塩原洋）- 芸能事務所『エイトマン』15周年記念プロジェクトとして結成されたユニット・8womanの週刊ポストスペシャル企画グラビアの撮影現場に密着したドキュメンタリー写真集[11]。 ISBN 978-4-19-865362-0
- DOCUMENT 8woman エイトマン女優8人の七日間の軌跡（2022年9月24日、徳間書店、撮影：塩原洋）- 『エイトマン』所属女優によるユニット・8womanの週刊ポストスペシャル企画グラビアの撮影に密着したドキュメンタリー写真集[12]。 ISBN 978-4-19-865523-5

### デジタル写真集
- 桃尻かなめ ファーストヘアヌード写真集「はんなりイノセント」 週刊現代デジタル写真集（2020年4月7日、講談社、撮影:小林修士）
- 週刊ポストデジタル写真集 ファレノALLSTARS HEAVEN（2020年8月3日、小学館、撮影:小林修士）※AVメーカー『FALENO』専属女優によるデジタル写真集。
- エイトマン15周年企画 8woman 裸天使∞態（2021年8月16日、小学館、撮影：西田幸樹）※芸能事務所『エイトマン』所属女優により結成されたユニット「8woman」のデジタル写真集。
- エイトマン15周年企画 8woman rose 桃尻かなめ×天国るる（2021年9月3日、小学館、撮影：西田幸樹）※「8woman」メンバーによるペア写真集。
- エイトマン15周年企画 8woman ヌルヌル∞パラダイス（2021年9月10日、小学館、撮影：西田幸樹）※「8woman」のデジタル写真集。
- 8woman SIDE:A（2021年11月17日、小学館、撮影：西田幸樹）※「8woman」のデジタル写真集。
- 8woman SIDE:B（2021年11月17日、小学館、撮影：西田幸樹）※「8woman」のデジタル写真集。
- 桃尻かなめ ヘアヌード写真集『スマホでぜ〜んぶ撮られちゃった!』 週刊現代デジタル写真集（2021年11月22日、講談社、撮影：横木安良夫）
- 8woman Next Stage 美裸神∞契（2022年8月8日、小学館、撮影：西田幸樹）※芸能事務所『エイトマン』所属女優によるユニット「8woman」のデジタル写真集。
- 8woman Next Stage 鷲尾めい×桃尻かなめ×八蜜凛 side car（2022年8月19日、小学館、撮影：西田幸樹）
- 8woman Next Stage TREASURES（2022年12月16日、小学館、撮影：西田幸樹）

### 雑誌
- 週刊プレイボーイ 2019年11月11号（集英社）[3] - グラビア「初体験の日」※「桃尻かなめ(仮)」名義
- 週刊現代 2020年5月16日号（講談社） - グラビア「はんなりヘアヌード」
- 週刊実話 2020年5月21日号（日本ジャーナル出版） - グラビア「はんなり美巨乳」
- 週刊現代 2020年7月4・11日号（講談社） - グラビア「京都のGカップ・ヘアヌード」
- 週刊現代 2020年7月18日号（講談社） - 袋とじ「はじめてのAV現場を潜入撮」
- 週刊ポスト 2020年8月14・21日号（小学館） - グラビア「ファレノALLSTARSの天国」（共演:天川そら、有坂真宵、二階堂夢、橋本ありな、美乃すずめ、吉高寧々）

## 出演

### インターネット配信
- FALENO公式YouTubeチャンネル聖ファレノ女学院（2020年9月4日 ‐ 、YouTube）
- YouTubeチャンネル「夕刊フジChannel」（2020年9月16・21・30日、YouTube）

### テレビ
- もう!バカリズムさんの超H! #19[13],#22（2020年11月30日,2021年3月1日、フジテレビONE）